# Prionolabis inopis
Prionolabis inopis là một loài ruồi trong họ Limoniidae. Chúng phân bố ở miền Cổ bắc.